# Eggenthal
Eggenthal település Németországban, azon belül Bajorországban. Lakosainak száma 1456 fő (2023. december 31.).

## Népesség
A település népessége az elmúlt években az alábbi módon változott:
| Lakosok száma | 662  | 1127 | 834  | 1186 | 1299 | 1303 | 1329 | 1361 | 1406 | 1456 |
|               | 1875 | 1950 | 1975 | 1987 | 2012 | 2014 | 2016 | 2017 | 2021 | 2023 |